# Unity Mitford
Unity Valkyrie Mitford (ur. 8 sierpnia 1914 w Londynie, zm. 28 maja 1948 w Oban) – brytyjska arystokratka, faszystka, domniemana kochanka Hitlera.
Unity Mitford pochodziła z arystokratycznej rodziny spokrewnionej z Winstonem Churchillem. Jej ojcem był lord Redesdale, który imieniem nadanym córce chciał wyrazić swoje uwielbienie dla Niemiec (z imieniem Unity miała się wiązać nadzieja na duchową i polityczną jedność Anglii i Niemiec, a z imieniem Valkyrie podziw dla muzyki Richarda Wagnera). Wkrótce po powstaniu Brytyjskiej Unii Faszystów (1932) jej założyciel, Oswald Mosley, poznał na przyjęciu starszą siostrę Unity, Dianę, którą wkrótce poślubił. Unity zaangażowała się w ruch faszystowski. W 1931 doszło do jej pierwszego spotkania z Hitlerem. Wkrótce po zwycięstwie Hitlera w Niemczech, Unity wyjechała do tego kraju, gdzie brała udział w tzw. Zjeździe Zwycięstwa NSDAP.
Po powrocie do Wielkiej Brytanii wyjednała u rodziny kurs językowy w Monachium. Tam w 1934 zaczęła studiowanie historii sztuki. W tym czasie zaangażowała się w działalność na rzecz porozumienia niemiecko-brytyjskiego. Jej fascynacja nazizmem zwróciła uwagę Hitlera, który za pośrednictwem jej, jej siostry i ojca szukał kontaktów z warstwami przywódczymi Wielkiej Brytanii, w tym Winstonem Churchillem. Także Hitler był zafascynowany Brytyjką, zwracając uwagę na drugie imię Mitford, Valkyrie, które oznaczało nordycką boginię zwycięstwa, oraz miejsce, w którym jej matka zaszła w ciążę – Swastika w Kanadzie. Dodatkowo jej dziadek był tłumaczem prac Houstona Stewarta Chamberlaina, teoretyka i orędownika teorii rasowej, którego tezy stały się inspiracją dla Mein Kampf.
Unity Mitford zaczęła się pojawiać na nazistowskich pochodach i manifestacjach (m.in. Igrzyska Olimpijskie w Berlinie, wcielenie Austrii do Rzeszy), co było szeroko komentowane w Wielkiej Brytanii. Po napisanym przez nią liście otwartym, w którym straszyła wizją żydowskiego zagrożenia i podnosiła hasło Anglii dla Anglików, została powszechnie potępiona. W okresie jej przebywania w otoczeniu Hitlera pojawiały się także niezweryfikowane pogłoski o tym, jakoby była kochanką dyktatora.
W połowie 1939 roku, w związku ze zbliżającą się wojną, zarówno jej rodzina jak i Hitler naciskali na jej wyjazd do Wielkiej Brytanii. Gdy 3 września doszło do wypowiedzenia wojny Niemcom przez Wielką Brytanię, próbowała strzałem z pistoletu popełnić samobójstwo. Nie zginęła jednak, choć pocisk utkwił w jej mózgu. Sześć tygodni spędziła w szpitalu, po czym przez Szwajcarię została wysłana do Wielkiej Brytanii, gdzie dotarła w styczniu 1940 roku.
Ostatnie lata życia spędziła na prywatnej wyspie rodziny u wybrzeży Szkocji, gdzie przeszła rekonwalescencję. W 1948 roku zmarła na ostre zapalenie opon mózgowych spowodowane przez nagłe zakażenie wywołane przez pozostały w mózgu pocisk.